# (20823) Liutingchun
(20823) Liutingchun (2000 UZ7) – planetoida z pasa głównego asteroid okrążająca Słońce w ciągu 5,49 lat w średniej odległości 3,11 j.a. Odkryta 24 października 2000 roku.